# Classificació dels mamífers
Aquest és un dels models sistemàtics proposats per a la classificació taxonòmica dels mamífers, una classe de cordats.
Taxonomia dels mamífers segons McKenna i Bell (1997):

## SubclassePrototheria
- Ordre Platypoda
  - Família Ornithorhynchidae
- Ordre Tachyglossa
  - Família Tachyglossidae

## SubclasseTheriiformes
- Infraclasse †Allotheria
  - Ordre †Multituberculata
    - Família †Plagiaulacidae
    - Família †Bolodontidae
    - Família †Hahnodontidae
    - Família †Albionbaataridae
    - Família †Arginbaataridae
    - Família †Kogaionidae
    - Família †Sloanbaataridae
    - Família †Cimolodontidae
    - Família †Ptilodontidae
    - Família †Cimolomyidae
    - Família †Eucosmodontidae
    - Família †Taeniolabididae
    - Família †Ferugliotheriidae
    - Família †Sudamericidae
- Infraclasse †Eutriconodonta
  - Família †Austrotriconodontidae
  - Família †Amphilestidae
  - Família †Triconodontidae
- Infraclasse Holotheria
  - Família †Chronoperatidae
  - Superlegió †Kuehneotheria
    - Família †Kuehneotheriidae
    - Família †Woutersiidae

  - Superlegió Trechnotheria
    - Legió †Symmetrodonta
      - Família †Shuotheriidae
      - Ordre †Amphidontoidea
        - Família †Amphidontidae

      - Ordre †Spalacotherioidea
        - Família †Tinodontidae
        - Família †Spalacotheriidae
        - Família †Barbereniidae

    - Legió Cladotheria
      - Sublegió †Dryolestoidea
        - Ordre †Dryolestida
          - Família †Dryolestidae
          - Família †Paurodontidae
          - Família †Donodontidae
          - Família †Mesungulatidae
          - Família †Reigitheriidae
          - Família †Brandoniidae

        - Ordre †Amphitheriida
          - Família †Amphitheriidae

      - Sublegió Zatheria
        - Família †Arguitheriidae
        - Família †Arguimuridae
        - Família †Vincelestidae
        - Infralegió †Peramura
          - Família †Peramuridae

        - Infralegió Tribosphenida
          - Família †Necrolestidae
          - Supercohort †Aegialodontia
            - Família †Aegialodontidae

          - Supercohort Theria
            - Família †Pappotheriidae
            - Família †Holoclemensiidae
            - Família †Kermackiidae
            - Família †Endotheriidae
            - Família †Picopsidae
            - Família †Potamotelsidae
            - Família †Plicatodontidae
            - Ordre †Deltatheroida
              - Família †Deltatheridiidae
              - Família †Deltatheroididae

            - Ordre †Asiadelphia
              - Família †Asiatheriidae

            - Cohort Marsupialia
              - Família †Yingabalanaridae
              - Família †Stagodontidae
              - Família †Pediomyidae
              - Magnordre Australidelphia
                - Superordre Microbiotheria
                  - Família Microbiotheriidae

                - Superordre Eometatheria
                  - Ordre †Yalkaparidontia
                    - Família †Yalkaparidontidae

                  - Ordre Notoryctemorphia
                    - Família Notoryctidae

                  - Grandordre Dasyuromorphia
                    - Família †Thylacinidae
                    - Família Dasyuridae
                    - Família Myrmecobiidae

                  - Grandordre Syndactyli
                    - Ordre Peramelia
                      - Família Peramelidae
                      - Família Peroryctidae

                    - Ordre Diprotodontia
                      - Família †Palorchestidae
                      - Família †Wynardiidae
                      - Família †Thylacoleonidae
                      - Família Tarsipedidae
                      - Família †Ilariidae
                      - Família †Diprotodontidae
                      - Família Vombatidae
                      - Família Phalangeridae
                      - Família Burramyidae
                      - Família Macropodidae
                      - Família Petauridae
                      - Família †Ektopodontidae
                      - Família Phascolarctidae
                      - Família †Pilkipildridae
                      - Família †Miralinidae
                      - Família Acrobatidae

              - Magnordre Ameridelphia
                - Ordre Didelphimorphia
                  - Família Didelphidae
                  - Família †Sparassocynidae

                - Ordre Paucituberculata
                  - Família †Sternbergiidae
                  - Família Caenolestidae
                  - Família †Paleothentidae
                  - Família †Abderitidae
                  - Família †Sillustaniidae
                  - Família †Polydolopidae
                  - Família †Prepidolopidae
                  - Família †Bonapartheriidae
                  - Família †Argyrolagidae
                  - Família †Patagoniidae
                  - Família †Groeberiidae
                  - Família †Glasbiidae
                  - Família †Caroloameghiniidae

                - Ordre †Sparassodonta
                  - Família †Mayulestidae
                  - Família †Hondadelphidae
                  - Família †Borhyaenidae

            - Cohort Placentalia
              - Ordre †Bibymalagasia
              - Magnordre Xenarthra
                - Ordre Cingulata
                  - Família Dasypodidae
                  - Família †Peltephilidae
                  - Família †Pampatheriidae
                  - Família †Palaeopeltidae
                  - Família †Glyptodontidae

                - Ordre Pilosa
                  - Família †Entelopidae
                  - Família Myrmecophagidae
                  - Família Cyclopedidae
                  - Família †Rathymotheriidae
                  - Família †Scelidotheriidae
                  - Família †Mylodontidae
                  - Família †Megatheriidae
                  - Família Megalonychidae
                  - Família Bradypodidae

              - Magnordre Epitheria
                - Superordre †Leptictida
                  - Família †Gypsonictopidae
                  - Família †Kulbeckiidae
                  - Família †Didymoconidae
                  - Família †Leptictidae

                - Superordre Preptotheria
                  - Grandordre Anagalida
                    - Família †Zambdalestidae
                    - Família †Anagalidae
                    - Família †Pseudictopidae
                    - Mirordre Macroscelidea
                      - Família Macroscelididae

                    - Mirordre Duplicidentata
                      - Ordre †Mimotonida
                        - Família †Mimotonidae

                      - Ordre Lagomorpha
                        - Família Ochotonidae
                        - Família Leporidae

                    - Mirordre Simplicidentata
                      - Ordre †Mixodontia
                        - Família †Eurymylidae

                      - Ordre Rodentia
                        - Família †Alagomyidae
                        - Família †Laredomyidae
                        - Família †Ischyromyidae
                        - Família †Allomyidae
                        - Família Aplodontiidae
                        - Família †Mylagaulidae
                        - Família †Theridomyidae
                        - Família †Reithroparamyidae
                        - Família Sciuridae
                        - Família †Eutypomyidae
                        - Família Castoridae
                        - Família †Rhizospalacidae
                        - Família †Protoptychidae
                        - Família †Armintomyidae
                        - Família Dipodidae
                        - Família †Simimyidae
                        - Família Muridae
                        - Família Myoxidae
                        - Família †Eomyidae
                        - Família †Florentiamyidae
                        - Família Geomyidae
                        - Família Pedetidae
                        - Família †Parapedetidae
                        - Família †Zegdoumyidae
                        - Família Anomaluridae
                        - Família †Ivanantoniidae
                        - Família †Sciuravidae
                        - Família †Chapattimyidae
                        - Família †Cylindrodontidae
                        - Família Ctenodactylidae
                        - Família †Tsaganomyidae
                        - Família Hystricidae
                        - Família Erethizontidae
                        - Família †Myophiomyidae
                        - Família †Diamantomyidae
                        - Família †Phiomyidae
                        - Família †Kenyamyidae
                        - Família Petromuridae
                        - Família Thryonomyidae
                        - Família Bathyergidae
                        - Família †Bathyergoididae
                        - Família Agoutidae
                        - Família †Eocardiidae
                        - Família Dinomyidae
                        - Família Caviidae
                        - Família Hydrochoeridae
                        - Família Octodontidae
                        - Família Echimyidae
                        - Família Capromyidae
                        - Família †Heptaxodontidae
                        - Família Chinchillidae
                        - Família †Neoepiblemidae
                        - Família Abrocomidae

                  - Grandordre Ferae
                    - Ordre Cimolesta
                      - Família †Palaeoryctidae
                      - Família †Cimolestidae
                      - Família †Apatemyidae
                      - Família †Stylinodontidae
                      - Família †Tillotheriidae
                      - Família †Wangliidae
                      - Família †Harpyodidae
                      - Família †Bemalambdidae
                      - Família †Pastoralodontidae
                      - Família †Titanoideidae
                      - Família †Pantolambdidae
                      - Família †Barylambdidae
                      - Família †Cyriacotheriidae
                      - Família †Pantolambdodontidae
                      - Família †Coryphodontidae
                      - Família †Pantolestidae
                      - Família †Paroxyclaenidae
                      - Família †Ptolemaiidae
                      - Família †Epoicotheriidae
                      - Família †Metacheiromyidae
                      - Família Manidae
                      - Família †Ernanodontidae

                    - Ordre †Creodonta
                      - Família †Hyaenodontidae
                      - Família †Oxyaenidae

                    - Ordre Carnivora
                      - Família †Viverravidae
                      - Família †Nimravidae
                      - Família Felidae
                      - Família Viverridae
                      - Família Herpestidae
                      - Família Hyaenidae
                      - Família Nandiniidae
                      - Família †Miacidae
                      - Família Canidae
                      - Família †Amphicyonidae
                      - Família Ursidae
                      - Família †Hemicyonidae
                      - Família Otariidae
                      - Família Phocidae
                      - Família Mustelidae
                      - Família Procyonidae

                  - Grandordre Lipotyphla
                    - Família †Adapisoriculidae
                      - Ordre Chrysochloridea
                        - Família Chrysochloridae

                      - Ordre Erinaceomorpha
                        - Família †Sespedectidae
                        - Família †Amphilemuridae
                        - Família †Adapisoricidae
                        - Família †Creotarsidae
                        - Família Erinaceidae
                        - Família †Proscalopidae
                        - Família Talpidae
                        - Família †Dimylidae

                      - Ordre Soricomorpha
                        - Família †Otlestidae
                        - Família †Geolabididae
                        - Família †Nesophontidae
                        - Família †Micropternodontidae
                        - Família †Apternodontidae
                        - Família Solenodontidae
                        - Família †Plesiosoricidae
                        - Família †Nyctitheriidae
                        - Família Soricidae
                        - Família Tenrecidae

                  - Grandordre Archonta
                    - Ordre Chiroptera
                      - Família Pteropodidae
                      - Família †Archaeonycteridae
                      - Família †Paleochiropterygidae
                      - Família †Hassianycterididae
                      - Família Emballonuridae
                      - Família Rhinopomatidae
                      - Família Craseonycteridae
                      - Família Megadermatidae
                      - Família Nycteridae
                      - Família Rhinolophidae
                      - Família Mystacinidae
                      - Família Noctilionidae
                      - Família Mormoopidae
                      - Família Phyllostomidae
                      - Família †Philisidae
                      - Família Molossidae
                      - Família Natalidae
                      - Família Furipteridae
                      - Família Thyropteridae
                      - Família Myzopodidae
                      - Família Vespertilionidae

                    - Ordre Primates
                      - Família †Purgatoriidae
                      - Família †Microsyopidae
                      - Família †Micromomyidae
                      - Família †Picromomyidae
                      - Família †Plesiadapidae
                      - Família †Palaechthonidae
                      - Família †Picrodontidae
                      - Família †Paramomyidae
                      - Família †Plagiomenidae
                      - Família †Mixodectidae
                      - Família Galeopithecidae
                      - Família †Plesiopithecidae
                      - Família Daubentoniidae
                      - Família †Adapidae
                      - Família Lemuridae
                      - Família Lorisidae
                      - Família Cheirogaleidae
                      - Família †Archaeolemuridae
                      - Família †Palaeopropithecidae
                      - Família Indriidae
                      - Família †Carpolestidae
                      - Família †Omomyidae
                      - Família †Microchoeridae
                      - Família †Afrotarsiidae
                      - Família Tarsiidae
                      - Família †Eosimiidae
                      - Família †Parapithecidae
                      - Família †Pliopithecidae
                      - Família Cercopithecidae
                      - Família Hominidae
                      - Família Callitrichidae
                      - Família Atelidae

                    - Ordre Scandentia
                      - Família Tupaiidae

                  - Grandordre Ungulata
                    - Ordre Tubulidentata
                      - Família Orycteropodidae

                    - Ordre †Dinocerata
                      - Família †Uintatheriidae

                    - Mirordre Eparctocyona
                      - Ordre †Procreodi
                        - Família †Oxyclaenidae
                        - Família †Arctocyonidae

                      - Ordre †Condylarthra
                        - Família †Hyopsodontidae
                        - Família †Mioclaenidae
                        - Família †Phenacodontidae
                        - Família †Periptychidae
                        - Família †Peligrotheriidae
                        - Família †Didolodontidae

                      - Ordre †Arctostylopida
                        - Família †Arctostylopidae

                      - Ordre Cete
                        - Família †Triisodontidae
                        - Família †Mesonychidae
                        - Família †Hapalodectidae
                        - Família †Basilosauridae
                        - Família †Protocetidae
                        - Família †Remingtonocetidae
                        - Família †Agorophiidae
                        - Família †Squalodontidae
                        - Família †Rhabdosteidae
                        - Família †Aetiocetidae
                        - Família †Mammalodontidae
                        - Família †Cetotheriidae
                        - Família Balaenopteridae
                        - Família Balaenidae
                        - Família Physeteridae
                        - Família Hyperoodontidae
                        - Família Platanistidae
                        - Família Delphinidae
                        - Família Pontoporiidae
                        - Família Lipotidae
                        - Família Iniidae
                        - Família †Kentriodontidae
                        - Família Monodontidae
                        - Família †Odobenocetopsidae
                        - Família †Dalpiazinidae
                        - Família †Acrodelphinidae
                        - Família Phocoenidae
                        - Família †Albireonidae
                        - Família †Hemisyntrachelidae

                      - Ordre Artiodactyla
                        - Família †Raoellidae
                        - Família Suidae
                        - Família Tayassuidae
                        - Família †Santheriidae
                        - Família Hippopotamidae
                        - Família †Dichobunidae
                        - Família †Cebochoeridae
                        - Família †Mixtotheriidae
                        - Família †Helohyidae
                        - Família †Haplobunodontidae
                        - Família †Anthracotheriidae
                        - Família †Dacrytheriidae
                        - Família †Anoplotheriidae
                        - Família †Cainotheriidae
                        - Família †Agriochoeridae
                        - Família †Oreodontidae
                        - Família †Entelodontidae
                        - Família †Xiphodontidae
                        - Família Camelidae
                        - Família †Oromerycidae
                        - Família †Protoceratidae
                        - Família †Amphimerycidae
                        - Família †Hypertragulidae
                        - Família Tragulidae
                        - Família †Leptomerycidae
                        - Família †Bachitheriidae
                        - Família †Lophiomerycidae
                        - Família †Gelocidae
                        - Família Moschidae
                        - Família Antilocapridae
                        - Família †Palaeomerycidae
                        - Família †Hoplitomerycidae
                        - Família Cervidae
                        - Família †Climacoceratidae
                        - Família Giraffidae
                        - Família Bovidae

                    - Mirordre †Meridiungulata
                      - Família †Perutheriidae
                      - Família †Amilnedwardsiidae
                      - Ordre †Litopterna
                        - Família †Protolipternidae
                        - Família †Macraucheniidae
                        - Família †Notonychopidae
                        - Família †Adianthidae
                        - Família †Proterotheriidae

                      - Ordre †Notoungulata
                        - Família †Henricosborniidae
                        - Família †Notostylopidae
                        - Família †Isotemnidae
                        - Família †Leontiniidae
                        - Família †Notohippidae
                        - Família †Toxodontidae
                        - Família †Homalodotheriidae
                        - Família †Archaeopithecidae
                        - Família †Oldfieldthomasiidae
                        - Família †Interatheriidae
                        - Família †Campanorcidae
                        - Família †Mesotheriidae
                        - Família †Archaeohyracidae
                        - Família †Hegetotheriidae

                      - Ordre †Astrapotheria
                        - Família †Eoastrapostylopidae
                        - Família †Trigonostylopidae
                        - Família †Astrapotheriidae

                      - Ordre †Xenungulata
                        - Família †Carodniidae

                      - Ordre †Pyrotheria
                        - Família †Pyrotheriidae

                    - Mirordre Altungulata
                      - Ordre Perissodactyla
                        - Família Equidae
                        - Família †Palaeotheriidae
                        - Família †Brontotheriidae
                        - Família †Anchilophidae
                        - Família †Eomoropidae
                        - Família †Chalicotheriidae
                        - Família †Hyracodontidae
                        - Família Rhinocerotidae
                        - Família †Helaletidae
                        - Família †Isectolophidae
                        - Família †Lophiodontidae
                        - Família †Deperetellidae
                        - Família †Lophialetidae
                        - Família Tapiridae

                      - Ordre Uranotheria
                        - Família †Pliohyracidae
                        - Família Procaviidae
                        - Família †Phenacolophidae
                        - Família †Arsinoitheriidae
                        - Família †Prorastomidae
                        - Família Dugongidae
                        - Família Trichechidae
                        - Família †Desmostylidae
                        - Família †Anthracobunidae
                        - Família †Moeritheriidae
                        - Família †Numidotheriidae
                        - Família †Barytheriidae
                        - Família †Deinotheriidae
                        - Família †Palaeomastodontidae
                        - Família †Phiomiidae
                        - Família †Hemimastodontidae
                        - Família †Mammutidae
                        - Família †Gomphotheriidae
                        - Família Elephantidae